# Maros Zoltán
Maros Zoltán (Ercsi, 1950. november 26. −) animátor, rajzfilmrendező.

## Pályája
1965-1969 között a  budapesti Képző- és Iparművészeti Gimnázium dekoratív festő szakának diákja volt. 1969-től a Pannónia Filmstúdióban dolgozott, többek között a La Fontaine-mesék, Mézga család, Dr. Bubó című rajzfilmsorozatokon. 1985-től a párizsi Gaumont és a Disney stúdió vezető munkatársa volt.

## Filmográfia
- 1966 Gusztáv - tervező
- 1968 Mézga család - kulcsrajzoló, animátor
- 1969 La Fontaine-mesék - fázisrajzoló
- 1973 Kecske és a farkas - kulcsrajzoló
- 1973 Kérem a következőt! - kulcsrajzoló
- 1974 Cantinflas - animátor
- 1975 Cini és Pufi - animátor
- 1975 Hugó, a víziló - animátor
- 1977 Rat…ta…ta…ta… - rendező
- 1977 Djeha - animátor
- 1979 Pityke - rendező
- 1982 Az idő urai - animátor
- 1985 Asterix és Cézár ajándéka - animátor
- 1986 Macskafogó - figuratervező
- 1986 Asterix Britanniában - animátor
- 1989 Asterix és nagy ütközet - animátor, layout
- 1990 Kacsamesék: Az elveszett lámpa kincse - layout
- 1991 Winnie the Pooh & Christmas Too - layout
- 1991 Fürkészszárny - layout
- 1992 Petal to the metal - supervisor
- 1992 Goof Troop Christmas - layout
- 1993 Dinka banda - layout
- 1995 Goofy - layout
- 1995 Runaway Brain - layout
- 1996 A Notre dame-i toronyőr - layout
- 1997 Herkules
- 1999 Tarzan - animátor
- 2003 Destino - látványtervező
- 2003 A dzsungel könyve 2.
- 2004 Lorenzo - animátor
- 2006 Franklin, a teknős - layout, animátor
- 2007 Macskafogó 2. – A sátán macskája - figuratervező
- 2011 A párizsi mumus - figuratervező
- 2011 Titeuf